# 大島村 (福岡県)
大島村（おおしまむら）は、かつて福岡県の北部に存在した村である。宗像郡に属した。
2005年（平成17年）3月28日、対岸の宗像市に編入され自治体としての大島村は消滅した。なお村役場は現在、宗像市役所大島支所として業務を行っている。

## 地理
宗像市から響灘（玄界灘）沖約10kmの場所にある大島と、福岡県最北部の「海の正倉院」と謳われる沖ノ島を主な行政区域とした。村役場は大島の東側にあった。沖ノ島は宗像大社が所有しており、常住者はなく、一般の住民は大島に居住している。

## 歴史
- 1889年（明治22年）4月1日 - 町村制施行に伴い村制施行。
- 2005年（平成17年）3月28日 - 宗像市に編入され消滅。

## 交通

### 道路
- 福岡県道541号大島循環線

### 船
- 宗像市営渡船（フェリー・旅客船）